# Wronki
Wronki (niem. Wronke, Fronich) – miasto w woj. wielkopolskim, w powiecie szamotulskim, siedziba gminy miejsko-wiejskiej Wronki. Położone nad rzeką Wartą, ok. 58 km na północny zachód od centrum Poznania.
Prywatne miasto szlacheckie lokowane w 1383 roku, położone było w 1580 roku w powiecie poznańskim województwa poznańskiego. W latach 1975–1998 miasto administracyjnie należało do woj. pilskiego.
Według danych z 1 stycznia 2023 miasto liczyło 10 562 mieszkańców.
We Wronkach znajduje się największy w Polsce typu zamkniętego zakład karny.

## Położenie
Wronki leżą w odległości 55 km od Poznania, przy północnej krawędzi Wysoczyzny Poznańskiej w zakolu doliny rzeki Warty, na skraju rozległych borów Puszczy Noteckiej, przy szlaku kolejowym Poznań – Szczecin. Teren miasta i gminy przedzielony jest rzeką Wartą. Na północ od rzeki rozciągają się wydmy śródlądowe, gęsto porośnięte sosnowymi borami.

## Historia

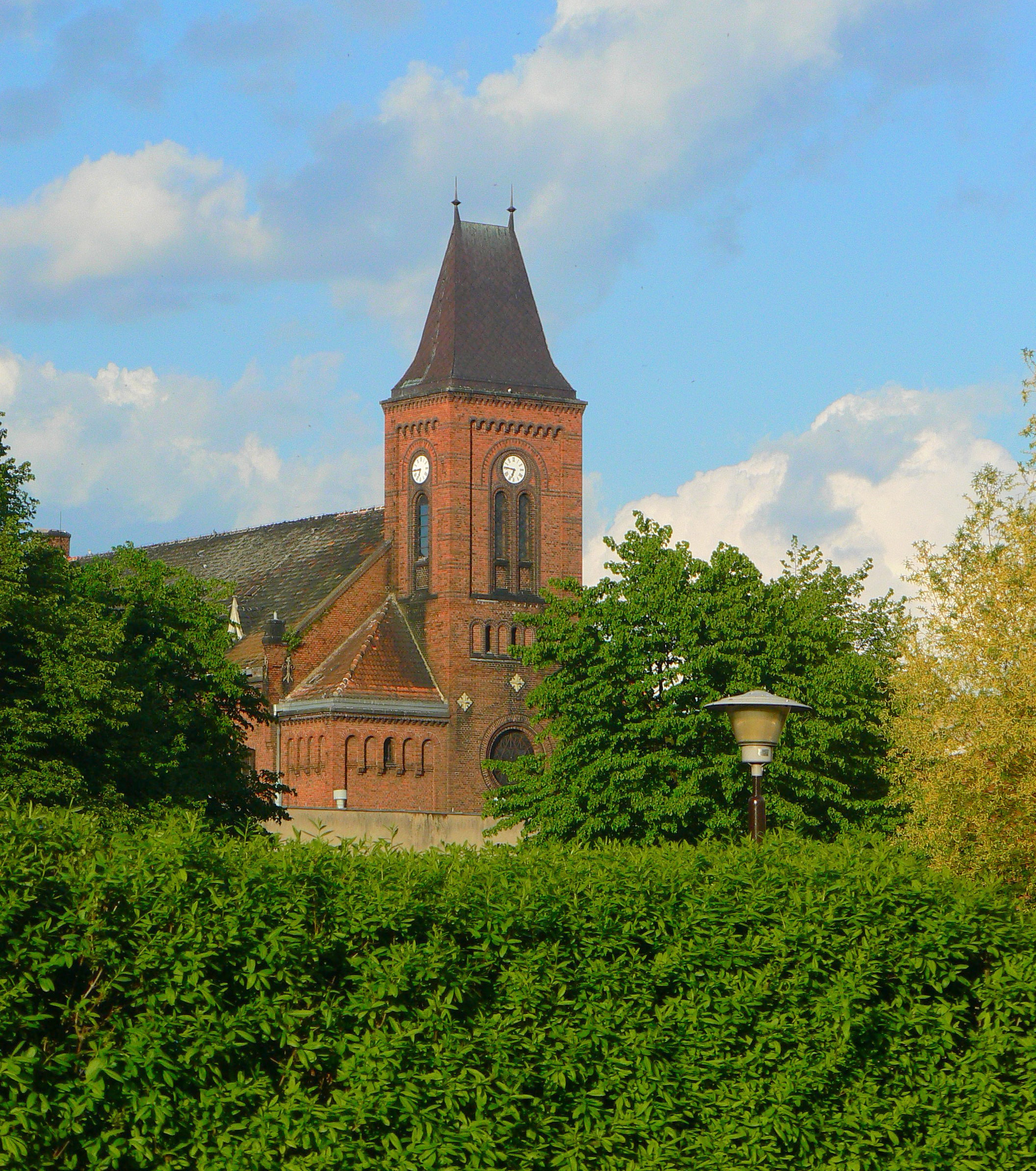
Zakład Karny Wronki

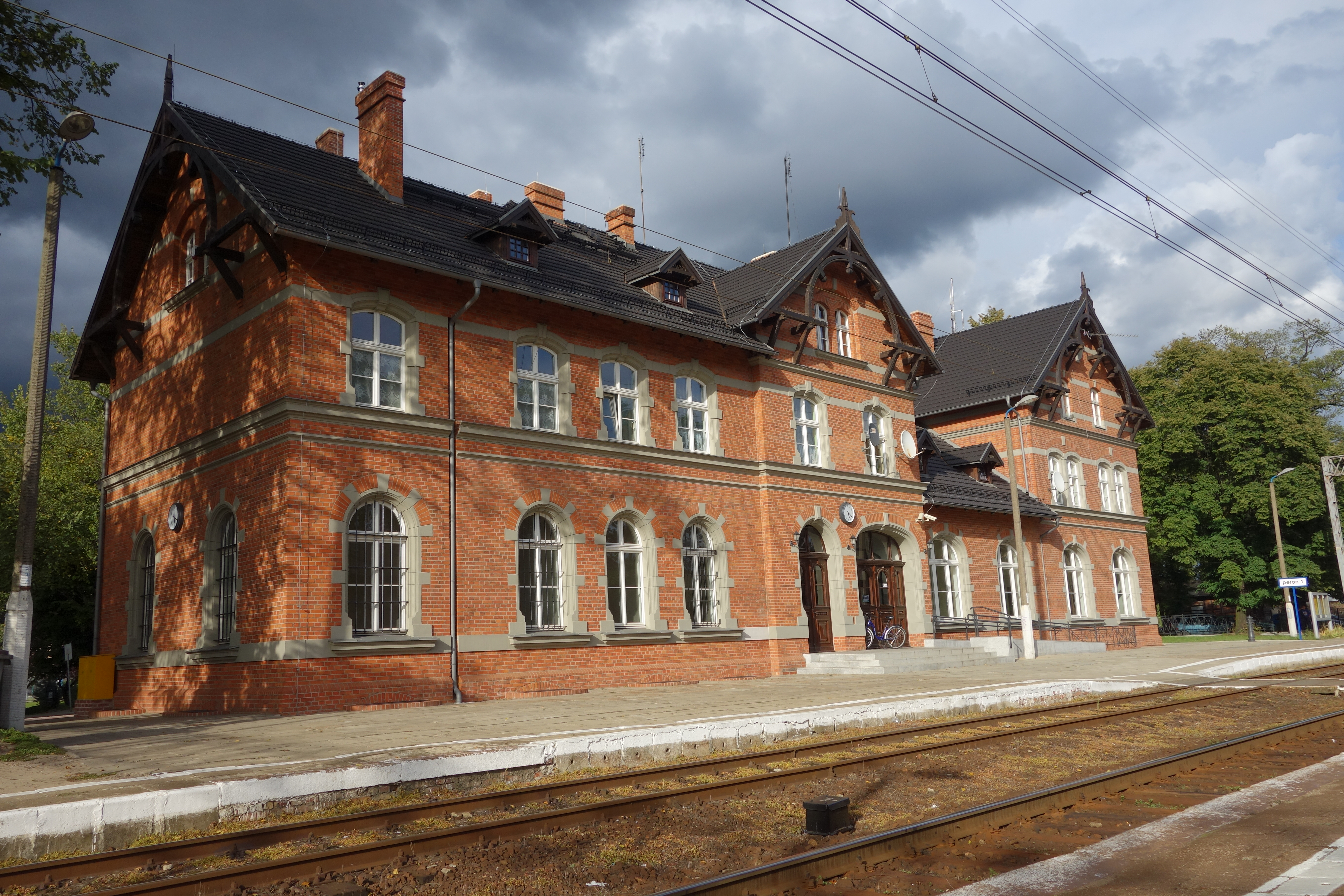
Stacja kolejowa Wronki

Już w czasach prehistorycznych, a dokładniej w środkowej epoce kamienia, mezolicie (8000–4200 p.n.e.), ludzie zamieszkiwali okolice Wronek. Dowodzą tego wykopaliska przeprowadzone na Borku, w czasie których w pobliżu lewego brzegu Warty znaleziono krzemienne grociki strzał do łuku.
Pierwszy zapis dotyczący Wronek pochodzi z 1251 (niem. Fronich) i dotyczy prawdopodobnie miejscowego grodu. W 1279 książę Przemysł II ufundował we Wronkach klasztor dominikanów, co wobec braku innych dokumentów uważane jest przez historyków za argument na dokonaną w tym okresie we Wronkach lokację miasta. W 1348 we Wronkach król Polski Kazimierz Wielki spotkał się z margrabią brandenburskim – Ludwikiem Wittelsbachem.
W XIII i XIV w. głównie dzięki atrakcyjnej lokalizacji (przy szlaku wodnym, jakim była Warta oraz szlaku drogowym: Poznań – Szczecin) nastąpił rozwój gospodarczy miasta. Dowodzi tego dokument z 1390, w którym wymienia się znajdującą się we Wronkach komorę celną, przynoszącą miastu spore zyski.
W latach 1388–1394 we Wronkach odbywały się roczki sądu ziemskiego. W czasie wojny trzynastoletniej Wronki wystawiły w 1458 roku 10 pieszych na odsiecz oblężonej polskiej załogi Zamku w Malborku.
Z 1507 roku pochodzi pierwsze świadectwo istnienia osiedla żydowskiego we Wronkach. Wronki stanowiły wówczas własność królewską, oddaną w dzierżawę rodom szlacheckim. Dopiero w 1515 miasto stało się własnością prywatną, należącą do bogatego i wpływowego rodu wielkopolskiego Górków herbu Łodzia. Właścicielem miasta był Andrzej Górka (zm. 1551). W 1592 Wronki zostały sprzedane rodzinie Czarnkowskich herbu Nałęcz. Kolejnymi właścicielami byli: Kostkowie (XVII w.), Korzbok Łąccy, Koźmińscy (XVIII w.) i Dzieduszyccy (XIX w.). Ostatnimi właścicielami miasta byli Grabowscy.
W 1793 nastąpił II rozbiór Polski, w wyniku którego cała Wielkopolska, a więc również Wronki, znalazła się pod zaborem pruskim – z niem. nazwą Wronke. Wielkopolanie na ponad sto lat stracili swobody obywatelskie oraz zostali poddani uciskowi i germanizacji ze strony zaborcy. Polacy zachowali swoją tożsamość narodową i zakładali różnego rodzaju organizacje, które pobudzały ich patriotyzm i poczucie polskości. Również we Wronkach miało miejsce to zjawisko. Powołano do życia takie organizacje jak: Towarzystwo Przemysłowe, Towarzystwo Czytelni Ludowych, towarzystwa sportowe – np. Wroniecki Klub Cyklistów „Sokół”. Także ożywiło swoją działalność liczące kilka wieków Bractwo Kurkowe. Olbrzymim sukcesem było powołanie w 1857 Ochotniczej Straży Pożarnej, jednej z najstarszych w obecnych granicach Rzeczypospolitej Polskiej.
Od połowy XIX w. nastąpiło w mieście spore ożywienie gospodarcze. Przyczyniło się do tego zwłaszcza wybudowanie i uruchomienie w 1848 linii kolejowej Poznań–Szczecin. W 1894 powstało również więzienie (obecnie największe w Polsce), a w ślad za tym przyjechała do Wronek duża liczba niemieckich urzędników.
Po odzyskaniu przez Polskę niepodległości w 1918 mieszkańcy Wronek powoływali do życia zespoły muzyczne (szczególnie chóry), drużyny harcerskie i kluby sportowe. Także istniejący już od dawna „Sokół” i Bractwo Kurkowe wznowiły ożywioną działalność.

## Gospodarka
W okresie międzywojennym największym pracodawcą była Fabryka Przetworów Kartoflanych.
Po II wojnie światowej do 2010 największym zakładem pracy we Wronkach, zatrudniającym ok. 2000 osób, była szeroko znana w całej Polsce firma produkująca sprzęt AGD – Amica. W 2010 część firmy została kupiona przez firmę Samsung.

## Demografia

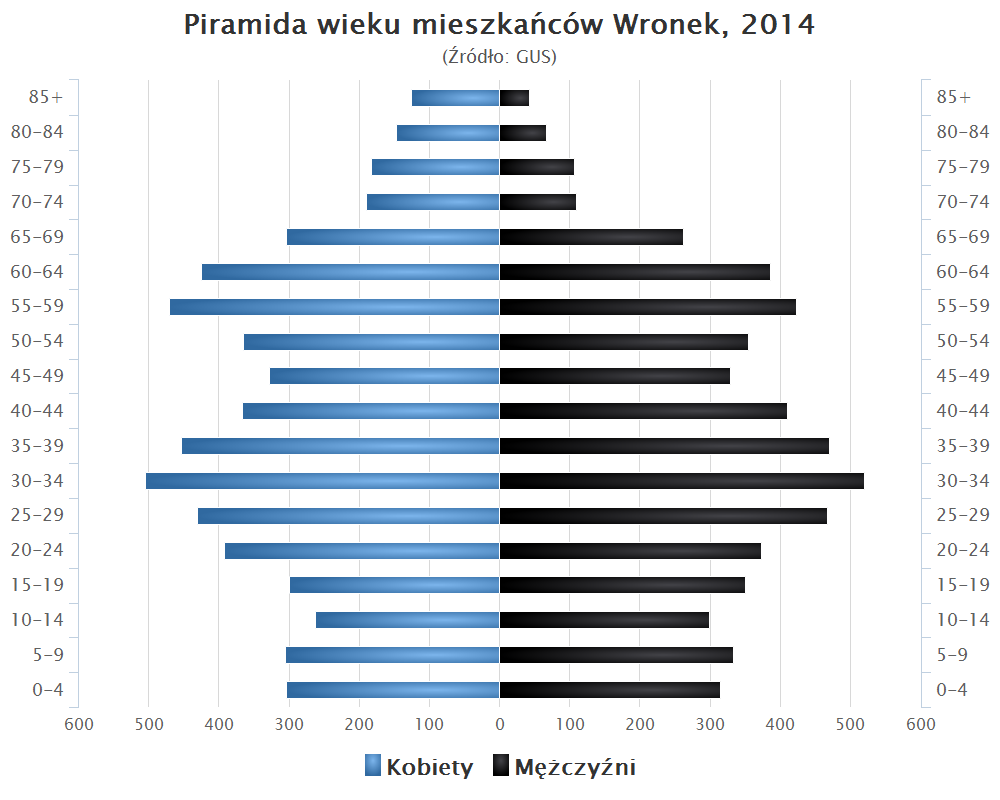
Piramida wieku mieszkańców Wronek w 2014 roku

## Zabytki

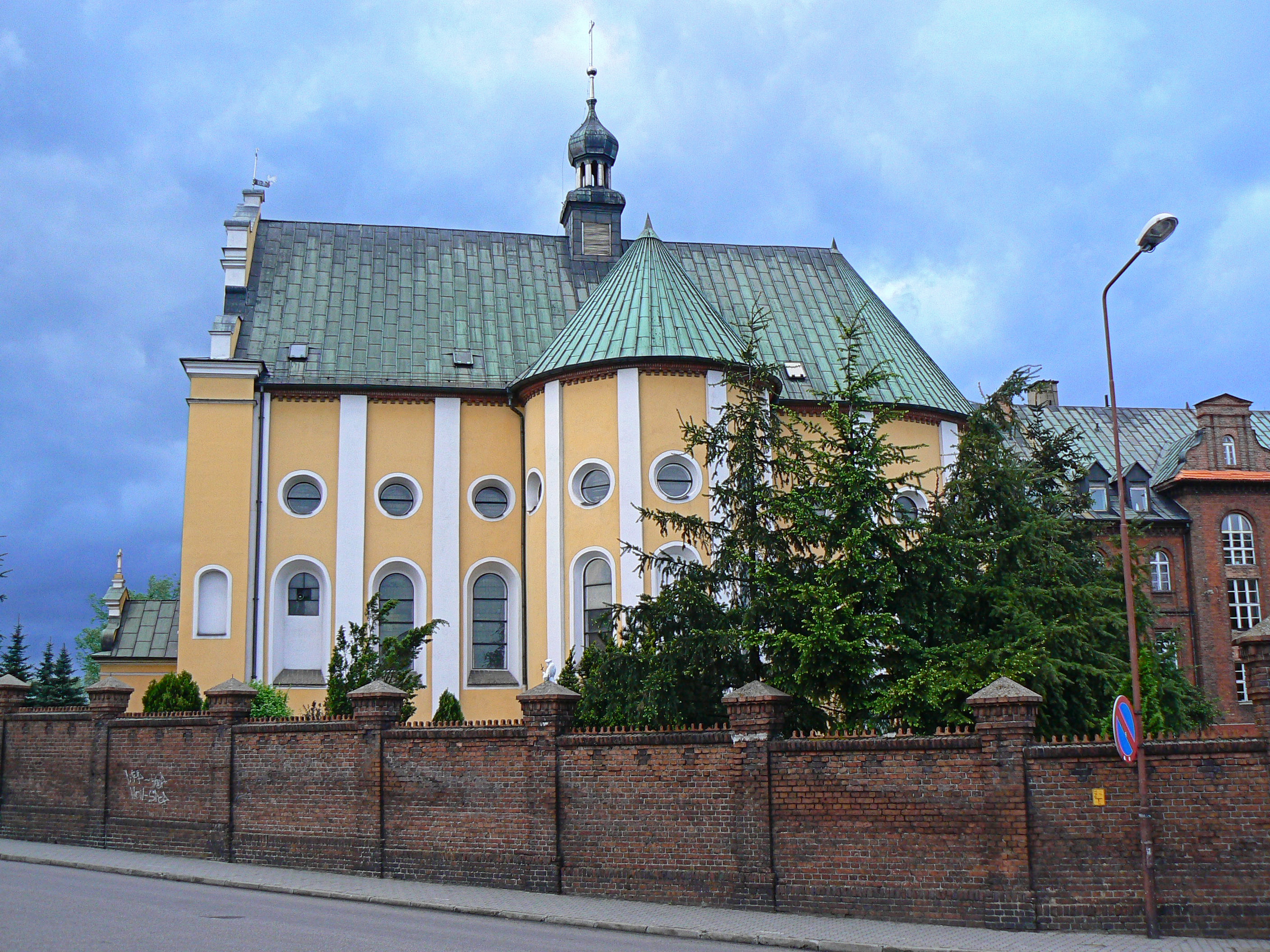
Kościół i klasztor oo. Franciszkanów

- Kościół parafialny pw. św. Katarzyny w stylu gotyckim, wzniesiony pod koniec XV w., ołtarz główny, rzeźbiony i malowany w 1954 zawiera w środku cenną rzeźbę Chrystusa Vir Dolorum z ok. XV w.,
- Kościół klasztorny oo. Franciszkanów z XVII w., wcześniej siedziba dominikanów,
- Kaplica św. Krzyża[19], wybudowana w 1887 z woli Jadwigi Słodowicz[20],
- Spichlerz z XIX wieku[21],
- Wieża ciśnień z XIX wieku.

## Oświata
- Szkoły wyższe
  - Wyższe Seminarium Duchowne Braci Mniejszych Prowincji św. Franciszka z Asyżu
- Szkoły średnie
  - Zespół Szkół nr 1 im. Powstańców Wielkopolskich
  - Zespół Szkół nr 2 im. Stanisława Konarskiego. zs2.informatycznynadzor.pl. [zarchiwizowane z tego adresu (2021-04-11)].
- Szkoły podstawowe i przedszkola
  - Szkoła Podstawowa nr 1 im. Janusza Korczaka
  - Szkoła Podstawowa nr 2 im. Kornela Makuszyńskiego
  - Szkoła Podstawowa nr 3 im. Zbigniewa Heberta
  - Szkoła Podstawowa Mistrzostwa Sportowego, przy Zespole Szkół nr 1 im. Powstańców Wielkopolskich
  - Przedszkole nr 1 „Bajkowy Świat”
  - Przedszkole nr 2 „Wronczusie”[22]
  - Prywatne Przedszkole „Mali Odkrywcy”
  - Prywatne Przyzakładowe Przedszkole Amica Kids

## Kultura i imprezy cykliczne
Stałą corocznie odbywającą się imprezą w mieście są dni Wronek, rozpoczynające się w pierwszych dniach maja. Impreza co roku rozpoczyna się Biegami Ulicznymi o Puchar Burmistrza miasta. Kwiecień to okres w mieście kiedy odbywa się Tydzień Kultury Chrześcijańskiej. Przełom sierpnia i września to okres koncertów muzyki organowej i kameralnej w kościele przyklasztornym oo. franciszkanów. Ostatni weekend września – Pożegnanie lata – festyn parafialny parafii pw. Św. U. Ledóchowskiej. Ponadto we Wronkach działa Wroniecki Ośrodek Kultury, którego celem jest prowadzenie działalności kulturalnej, upowszechnianie i ochrona kultury. W strukturach WOK-u działają:
- Biblioteka Publiczna, przy ul. Szkolnej posiadająca 4 filie. Księgozbiór biblioteki zawiera 72.381 woluminów[25], posiada dostęp do internetu dla czytelników. Biblioteka prowadzi lekcje biblioteczne, organizuje konkursy plastyczne[26].
- Muzeum Regionalne, przy ul. Szkolnej 2, powstałe w 1993 roku z inicjatywy Towarzystwa Miłośników Ziemi Wronieckiej. Muzeum posiada stałe wystawy: historyczno-etnograficzną i archeologiczną. Instytucja prowadzi tematyczne lekcje muzealne, a także oferuje pomoc w zakresie informacji genealogicznych[27].
- Kinoteatr „Gwiazda”[28]

## Religia
We Wronkach mieszczą się dwie parafie kościoła rzymskokatolickiego pw.: św. Katarzyny i św. Urszuli Ledóchowskiej.

W mieście działają też Świadkowie Jehowy posiadający salę królestwa.

## Sport
We Wronkach siedzibę miał klub piłkarski Amica Wronki, który występował w rozgrywkach Ekstraklasy w latach 1995–2006. Stadion Amiki Wronki gościł dwa mecze piłkarskiej reprezentacji Polski.
We Wronkach istnieje klub kręglarski Dziewiątka-Amica Wronki.

## Miasta partnerskie
- Beverwijk (Holandia)
- Landwarów (Litwa)
- Plérin (Francja)
- Cookstown (Irlandia Północna)[30]